# ثورة علي بن غذاهم
ثورة علي بن غذاهم،
هو الاسم الذي أطلق على الثورة الشعبية العارمة التي اندلعت سنة 1864 ضد نظام محمد الصادق باي وقد سميت على اسم قائدها علي بن غذاهم. كان السبب المباشر لاندلاعها هو مضاعفة الدولة لضريبة الإعانة من 36 ريالا إلى 72 ريالا تونسيا، إلا أن لها جذورا أخرى أهمها تنامي النفوذ الأجنبي في البلاد. تمردت عدة قبائل في وسط وغرب البلاد وامتدت الثورة لتشمل عدة مناطق في الساحل والجنوب. دامت الثورة عدّة أشهر لكن قوات الباي تمكنت في نهاية المطاف من القضاء عليها. لاذ باي المتمردين علي بن غذاهم بالفرار إلى مرتفعات غرب البلاد قبل أن يتم اعتقاله في فبراير 1866. مات بسجن حلق الوادي في 10 أكتوبر 1867.